# 카타리나 첸
카타리나 첸(Catharina Chen, 1985년 6월 8일 ~ )은 노르웨이의 중국계 바이올린 연주자이다.